# Extracto de hígado

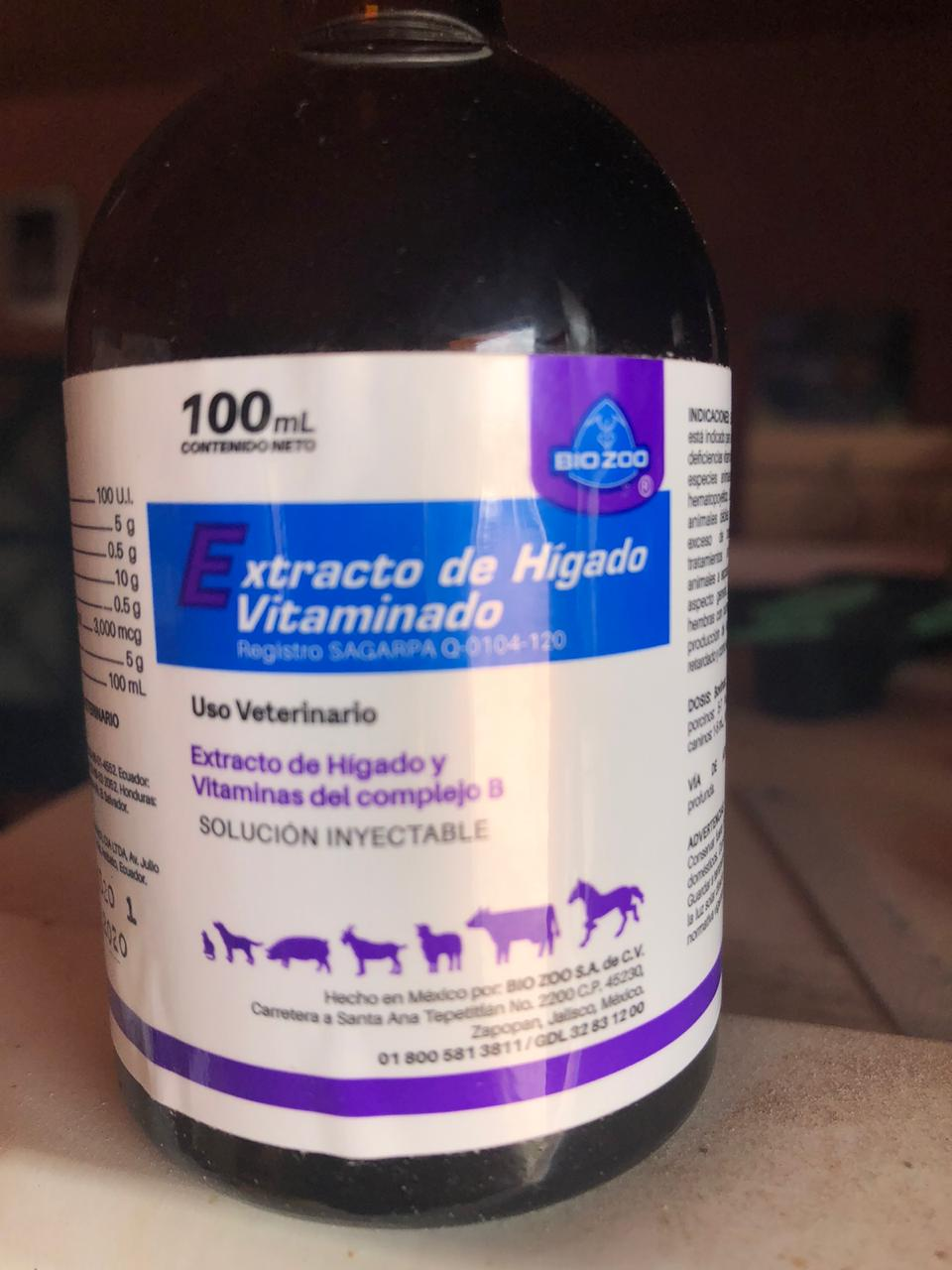
Frasco con capacidad de 100 ml. de extracto de hígado vitaminado.

El extracto de hígado es un producto que actúa como tónico hematopoyético y antianémico. Éste proviene de los hígados de los animales (ganado) y generalmente es utilizado con fines medicinales en equinos, bovinos, porcinos, ovinos, caprinos, caninos y felinos pero se recomienda especialmente en hembras con numerosas crías y en animales de alta producción de leche y carne.
Contiene vitamina B12, hierro y ácido fólico que actúa aumentando el número de células hepáticas en los animales.
Su vía de administración es intramuscular profunda.

## Usos
Debido a las vitaminas y las propiedades con las que cuenta se utiliza principalmente para mejorar la función hepática, el tratamiento de enfermedades hepáticas crónicas y para la regeneración del tejido hepático ya que trabaja en la reconstrucción en deficiencias vitamínicas del complejo B y provee elementos para la formación de glóbulos rojos en todas las especies animales.
Tiene otros usos secundarios como el tratamiento de alergias, el síndrome de fatiga crónica (SFC), para cuidar el corazón, fortalece el sistema inmune, aumenta el nivel de colágeno en el organismo ayudando a mejorar la textura y el aspecto de la piel y el cabello, para el desarrollo muscular en los culturistas con la mejora de la fuerza y resistencia física ya que mantiene a los animales en buena condición física durante el periodo productivo y el entrenamiento.
Además, es usado frecuentemente como un desintoxicante ya que remueve sustancias químicas del cuerpo, así ayudando a recuperarse de una adicción a una sustancia química o en casos de envenenamiento.

## Composición química
Cada 100 ml contiene:
Extracto de hígado sintético ....................................... 100 U.I.
Vitamina B1 (Tiamina) ........................................................ 5 g
Vitamina B2 (Riboflavina) ................................................ 0.5 g
Vitamina B3 (Nicotinamida) .............................................. 10 g
Vitamina B6 (Piridoxina) .................................................. 0.5 g
Vitamina B12 (Cianocobalamina) .............................. 3,000 µg
D-Pantenol ......................................................................... 5 g
Vehículo c.b.p. .............................................................. 100 ml

## Proceso de asimilación
El extracto de hígado es absorbido del sitio de aplicación, después sus componentes pasan al torrente circulatorio para cumplir con las funciones metabólicas sufriendo procesos de metabolización y excreción.
La vitamina B12 se absorbe inmediatamente por la vía administrada tanto en las células como en el plasma ligada a proteínas transcobalaminas.

## Dosis recomendada
La dosis recomendada varía entre animales dependiendo de factores como la familia, el estado de salud y edad del paciente a la que se le suministra entre otras condiciones. Debido a esto, es necesario consultar con los médicos veterinarios o farmacéuticos, así como seguir las instrucciones en las etiquetas del producto.
A pesar de esto, existen algunas referencias a partir de las cuales se puede basar:
Bovinos: 10-20 mL
Equinos: 10-30 mL
Porcinos: 5-7 mL
Ovinos-caprinos: 3-5 mL
Caninos: 1-5 mL
Felinos: 0.5-2 mL
El intervalo de las dosis se repite cada 24 o 48 horas, con una duración según el criterio terapéutico del doctor veterinario.

## Advertencias o especificaciones de uso
El producto carece de toxicidad, así cuenta con un amplio margen de seguridad. No obstante, aunque se trate de un producto natural, se deben evitar sobredosificaciones.
Es importante aplicar por la vía indicada utilizando jeringas y agujas estériles.
El producto no es tóxico; sin embargo, en algunas casos se pueden producir reacciones alérgicas o de hipersensibilidad por el efecto sensibilizante que pueden tener algunos individuos a los aminoácidos o péptidos de cadena larga presentes en el extracto hepático. Los síntomas pueden variar desde manifestaciones alérgicas cutáneas hasta reacciones de choque anafiláctico.
Ante cualquier reacción adversa, se debe tratar sintomáticamente.